# Litania do Najświętszego Serca Pana Jezusa
Litania do Najświętszego Serca Pana Jezusa – litania związana z czcią Serca Jezusowego w katolicyzmie.
Pierwsze takie litanie powstały już w XVII wieku, własną litanię miała św. Małgorzata Maria Alacoque, mistyczka francuska. Obecnie stosowany tekst litanii pochodzi z wieku XIX z francuskiego klasztoru sióstr wizytek, który został zatwierdzony 2 kwietnia 1889 r. do publicznego odmawiania przez papieża Leona XIII. Papież ten dołączył do litanii Akt poświęcenia rodzaju ludzkiego Najświętszemu Sercu Jezusowemu, zaś inny papież, Pius XI, dodał do niej Akt wynagrodzenia Sercu Jezusowemu, który nakazał odmawiać co roku w uroczystość Serca Jezusowego.
Litanię do Najświętszego Serca Pana Jezusa odmawia się także podczas nabożeństw czerwcowych.
Za odmówienie Litanii do Najświętszego Serca Pana Jezusa można uzyskać odpust cząstkowy po spełnieniu określonych warunków.